# 炎明熹
炎明熹（英語：Gigi Yim Ming Hay，2005年4月9日—），原名王佳恩，後改名王爖熹，香港女歌手及演員，無綫電視歌唱選秀節目《聲夢傳奇》第一季總冠軍「傳奇新星」，並同時奪得「專業評選大獎」及「觀眾熱選大獎」，現為無綫電視經理人合約藝員、TVB Music Group女歌手及女子組合After Class成員之一，被譽為「樂壇小天后」。媒體評價她為「實力唱將」。2021年9月20日推出首支個人單曲《真話的清高》以個人身份正式出道，同年獲得新城電台、商業電台、TVB及香港電台所頒發的四台新人獎項，以及以新人身份於《香港金曲頒獎典禮 2021/2022》憑《真話的清高》奪得「香港金曲金曲奬」。粉絲名稱為「Gi炎粉」、「小火苗」。
除此之外，炎明熹曾獲得的主要獎項包括《十大中文金曲頒獎音樂會》「優秀流行歌手大獎」、《新城勁爆頒獎禮》「勁爆女歌手」，以及《叱咤樂壇流行榜頒獎典禮》「專業推介．叱咤十大」。

## 個人經歷

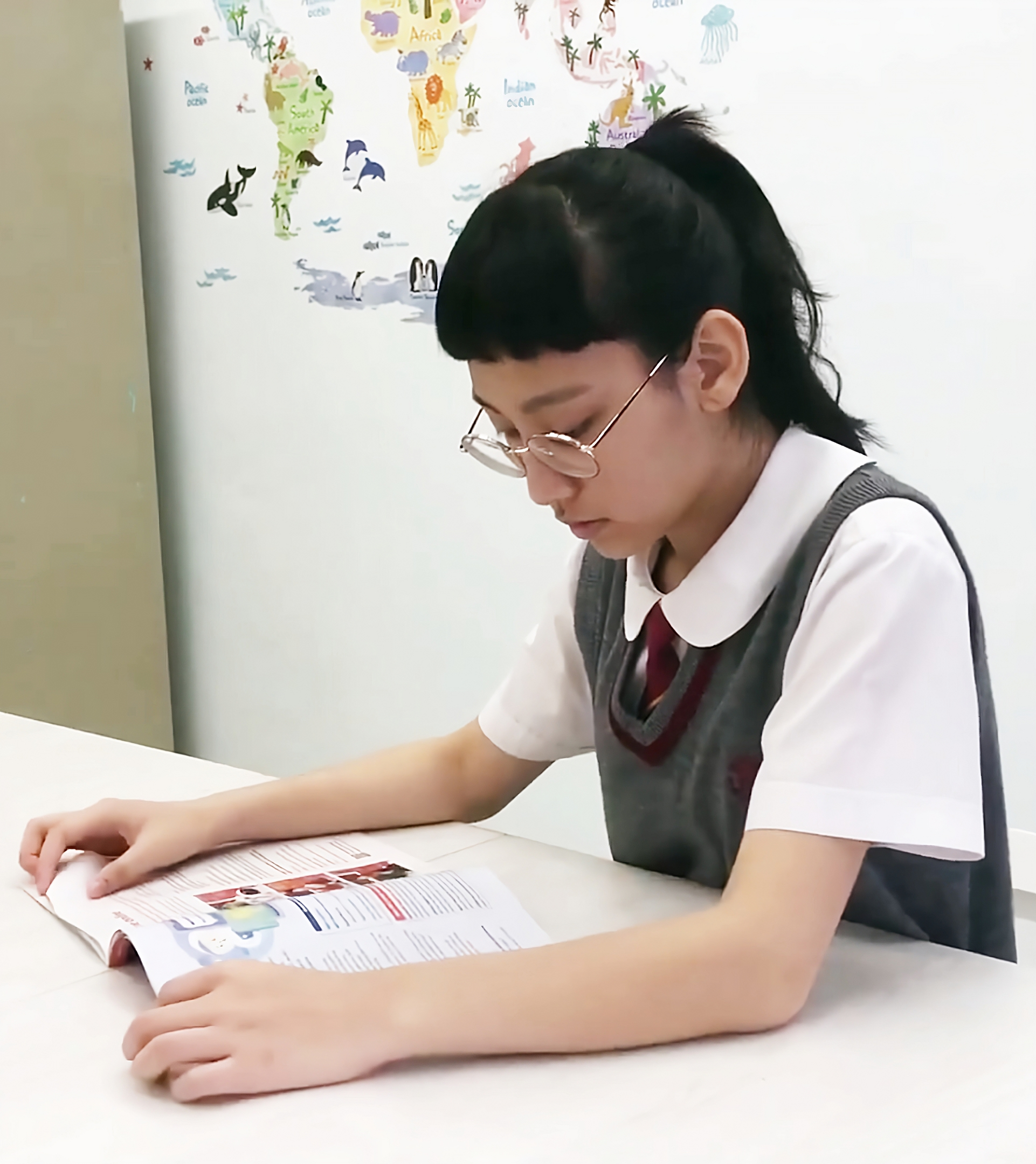
2021年10月，於油塘聖安當女書院就讀高中，16歲時的王佳恩。

炎明熹父親是汕尾人，母親是石家莊人，父親在內地從事酒店業，曾為跌打醫生，母親則為護士，另有一弟一妹與父母同住中國內地。炎明熹出生於香港，早年成長於九龍油塘，童年時期在油塘村屋長大，中學後遷往將軍澳。回鄉時居於父親的診所，小時候她希望跟媽媽一樣當護士，幫助和照顧病人。後來她的四姑丈和四姑媽離開汕尾去香港，她也跟著一起回去，所以由幼稚園至初中，她一直都是跟著四姑丈一家在香港生活。雖然她生於香港，但自小與父母分隔異地，童年時也會思念父母而落淚。後來明白到父母要照顧爺爺嫲嫲和弟妹，所以長大後學懂珍惜相聚的時光。
她現就讀於香港理工大學，曾就讀觀塘聖公會基樂小學，中學時就讀於油塘聖安當女書院，由於她對藝術有興趣，喜歡設計和繪畫，所以在高中選修了科技與生活（服裝成衣與紡織）及視覺藝術科。曾被選為代表為學校拍攝宣傳片，當中展出了她的畫作和設計的衣服。她希望高中畢業後，修讀大學的時裝設計課程，即使有一天不做歌手，相信也可以做一個優秀的時裝設計師。於2022年，她憑校內外優異表現獲頒獎學金和多個音樂獎項，聖安當女書院校長朱蓓蕾也稱讚她能兼顧歌手與學生的身份，所以學校內的同學都很支持和鼓勵她。2023年7月，她透過「學校推薦直接錄取計劃」獲香港理工大學提早取錄，而無綫新聞《時事通識》單元也以她作為例子，介紹大學直接取錄一些具有過人才能的學生，最終實現了她的理想通過面試修讀時裝設計系學士。
她自小熱衷唱歌，深受中國大陸歌唱選秀節目《中國好聲音》影響，她於網上自行下載歌曲練習，為日後唱功打下基礎。到了初中那年，她的五姑丈認為姪女在唱歌方面有天分，便鼓勵她學習唱歌，後來為了方便她到歌唱學校學唱歌，她也跟著五姑丈和五姑媽一家生活。她的五姑丈是一名退休消防員，當她參加《聲夢傳奇》時，剛退休的姑丈更當起姪女的監護人兼保母，於歌唱比賽期間鍛鍊她的體能，姑媽則照顧她的起居飲食，兩位長輩待她猶如親女兒般照顧。
她由12歲開始，於星格流行音樂學院接受唱歌及舞台演出培訓，起初師隨創辦人劉凱揚，後來校長高晨維看到她舞台劇演出前努力練習，被她的堅持和勤勉性格感動，於是被高晨維發掘栽培，積極參加校內外才藝表演和比賽。在她13歲時，參加了「沙田超新聲歌唱大賽2018」，決賽中奪得少年組冠軍、「Singing Fighter 中學大專歌唱比賽」中學組團體冠軍等，在2018年間，她憑一人之力奪七個校際歌唱比賽音樂獎項，為其日後演藝事業奠定穩固基礎。
當她14歲時，音樂學校請來了改名師傅，替她在內所有學員改名，老師跟她說「炎明熹」這個名字很獨特且符合她外形，結果她一眼就喜歡上這個名字，因而從此成為她日後出道的名字。後來到了她18歲，家人感到原名「王佳恩」多人用，便趁著她換身份證順便為她改了新名字「王爖熹」。
2023年4月29日，她在香港遊樂場協會聯同香港電台第二台合辦的2023年度「香港傑出少年選舉」被獲選為二十位「香港傑出少年」之一。同年8月，她憑音樂領域貢獻，成為由香港高等教育協會聯同《亞洲週刊》頒授的首屆「全球華人傑出學生大獎」千里獎得主之一。

## 演藝事業

### 聲夢出道：2020年至2021年

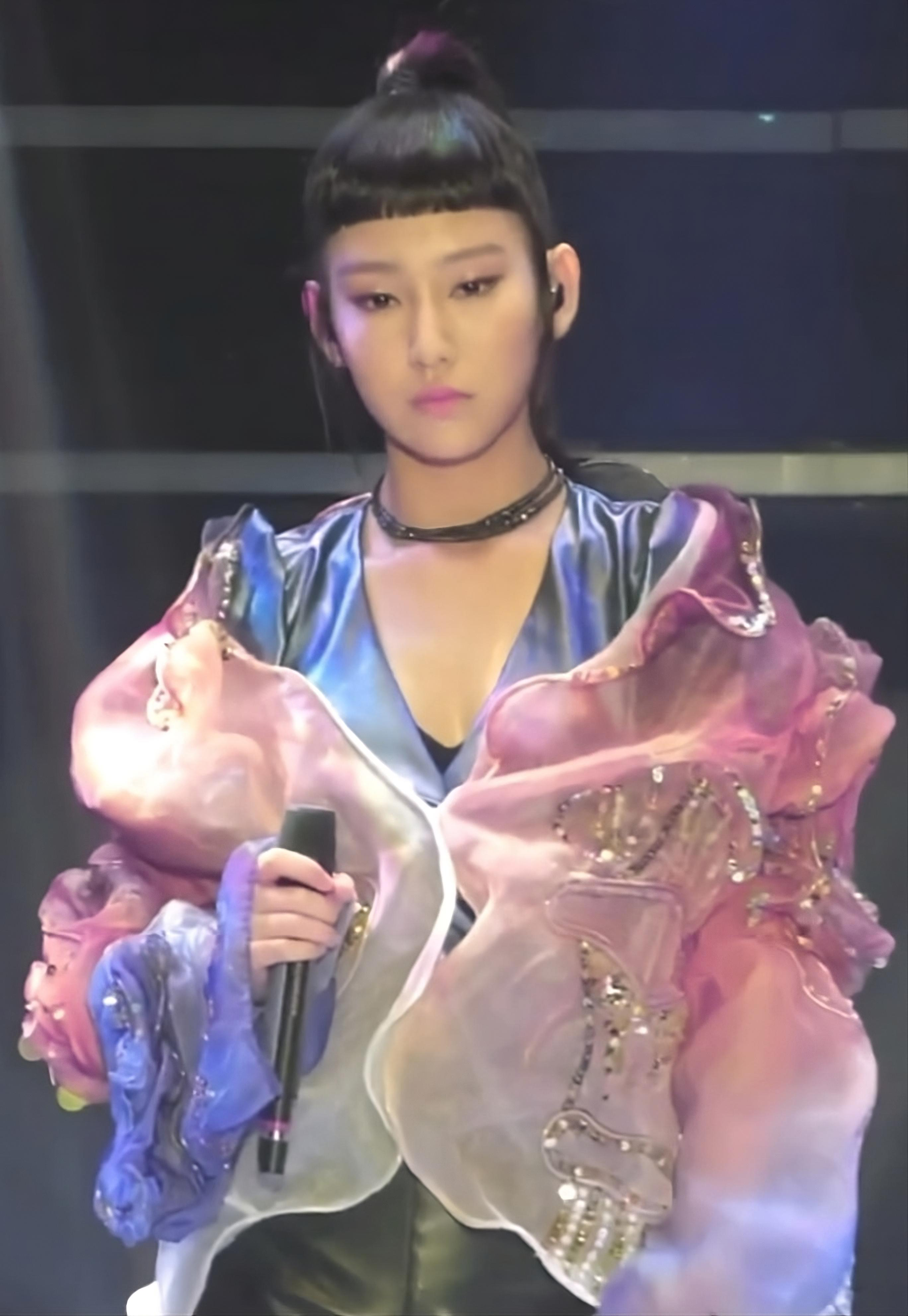
2021年8月12日，炎明熹於麥花臣場館參與《聲·夢飛行 First Live On Stage》演唱會。

2020年7月中，她偶然看到無綫電視歌唱選秀節目《聲夢傳奇》招募宣傳片，被電視中的太空人吸引，她受到家人鼓勵報名參加並成功入圍，接受半年唱歌、跳舞訓練，並和所有參賽者比賽前簽下無綫電視經理人合約及TVB Music Group歌手合約。經過半年一起相處，漸漸地與姚焯菲、鍾柔美、詹天文等建立友誼成為好朋友。
2020年11月19日，她在萬千星輝賀台慶曾以表演嘉賓身份演唱陳奕迅的歌曲《紅玫瑰》，初次演出實力已被觀眾肯定。2021年1月3日，在《聲夢傳奇第一次召集》首位出場參賽者，15歲的她選唱王菲的歌曲《守望麥田》，展現獨特唱功，被觀眾視為大熱人選，而她的人氣亦隨著節目播放而急速上升。後來於4月24日，《聲夢傳奇》由第3集起分成紅、藍兩隊對戰，她被選為藍隊隊長，經過多輪對戰藍隊處於劣勢，她於第6集一人出戰四回合，在最後與衛蘭表演《Million Reasons》深深打動一眾評審，獲陳奐仁稱讚「嚴師出高徒」，並且最後回合以24分比1分勝出。
2021年5月22日，炎明熹於《聲夢傳奇》第7集中，翻唱林憶蓮名曲《沒有你還是愛你》，比賽片段上載至YouTube兩星期內成為節目首支破百萬點擊率的歌曲，點擊率逾400萬，吸引了不少粉絲，粉絲名稱為「Gi炎粉」。7月6日，炎明熹於《聲夢傳奇》第9集中，翻唱節目主理人之一譚詠麟的歌曲《愛情陷阱》，比賽片段上載至YouTube三星期內破百萬點擊率。7月19日，炎明熹於《聲夢傳奇》總決賽奪得「專業評選大獎」、「觀眾熱選大獎」及總冠軍「傳奇新星」，成為三料冠軍。
2021年8月12至15日，眾導師及15位參賽者於旺角麥花臣場館舉行四場《聲·夢飛行 First Live On Stage》演唱會，是炎明熹所參與之首次公開售票演唱會。
2021年9月20日，炎明熹推出首支派台歌曲《真話的清高》，正式出道，為首位推出個人派台歌曲的《聲夢傳奇》參賽者。歌曲於各大音樂串流平台上架後登上多個排行榜，包括上架49分鐘已成為iTunes熱門歌曲等串流平台冠軍；同時音樂錄影帶在YouTube首播後一日便已登上熱門第二位及熱門音樂影片第二位，點擊率達逾650萬。。星夢娛樂為音樂錄像製作特輯，化為非同質化代幣（NFT），為仁愛堂籌款。該曲其後成為勁歌金榜雙週冠軍歌，並分別於中文歌曲龍虎榜及新城勁爆流行榜登上冠軍，成為炎明熹首支三台冠軍歌及雙週冠軍歌，使炎明熹成為少數以第一首派台作獲得三個主流榜單或以上的冠軍歌之女新人。
截至2021年11月5日，炎明熹已有七首破百萬點擊率的《聲夢傳奇》比賽片段，包括粵語歌曲（如《花無雪》）、合唱歌曲（如與江海迦合唱《命硬》）、國語歌曲（與張敬軒合唱《流言》）、英語歌曲（《Bad Romance》、與衛蘭合唱《Million Reasons》）。11月10日，炎明熹與胡鴻鈞推出合唱歌《愛是帶種缺陷的美》，上架數小時已成為iTunes熱門歌曲排行榜冠軍，同時《真話的清高》和《守望麥田》排行第六和第四，炎明熹同時有三首歌登上該榜。
2021年11月27日，炎明熹與姚焯菲、鍾柔美、詹天文組成女子組合After Class並推出歌曲《要為今日回憶》。同年12月，無綫電視青春校園歌舞電視劇《青春本我》播出，炎明熹於劇中飾演「何芊芊」，演技獲好評。12月27日，她於《新城勁爆頒獎禮2021》獲得「勁爆新人」，為其首個樂壇新人獎項。

### 新人走紅：2022年

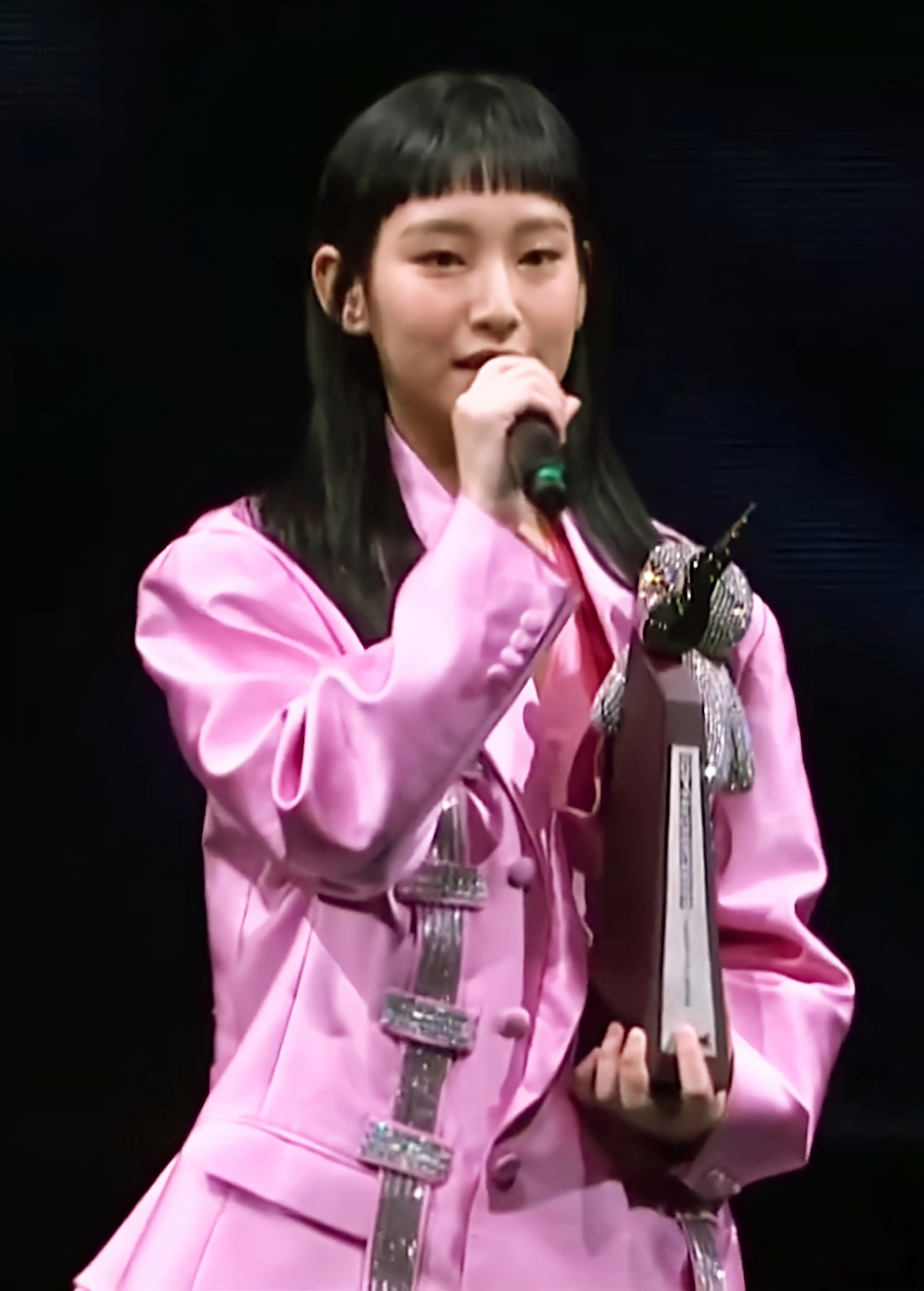
2022年1月1日，炎明熹於亞洲國際博覽館出席《2021年度叱咤樂壇流行榜頒獎典禮》

2022年1月1日，炎明熹奪得《2021年度叱咤樂壇流行榜頒獎典禮》「叱咤樂壇生力軍女歌手銀獎」。同月16日，炎明熹於《聲夢傳奇》決賽演唱的《領悟》成為其第九首破百萬點擊率的歌曲。
1月30日，炎明熹於《青春本我》主唱的第8集插曲《複雜》上架38分鐘後成為iTunes熱門歌曲排行榜冠軍，音樂錄影帶亦登上YouTube熱搜榜第2位，並於五日內破百萬點擊，其後破290萬點擊率。該曲其後成為中文歌曲龍虎榜、勁歌金榜兩台冠軍歌，成為其首支國語冠軍歌 。同日，炎明熹奪得《加拿大至 HIT 中文歌曲排行榜 2021 全國總選》「至 HIT 推崇粵語新女歌手」。
4月，炎明熹參加中國大陸芒果TV與香港無綫電視聯合製作的音樂真人實境秀節目《聲生不息》。她於第一集憑獻唱《蜚蜚》登上微博「文娛榜」熱搜冠軍，在一日內閱讀量衝破3,000萬，粉絲上升至60萬，比1個月前上升900％。片段於YouTube在6日內錄得逾110萬點擊，其後達逾810萬，成為全節目點擊率最高歌手。同期中國大陸的粉絲開始稱為「小火苗」。

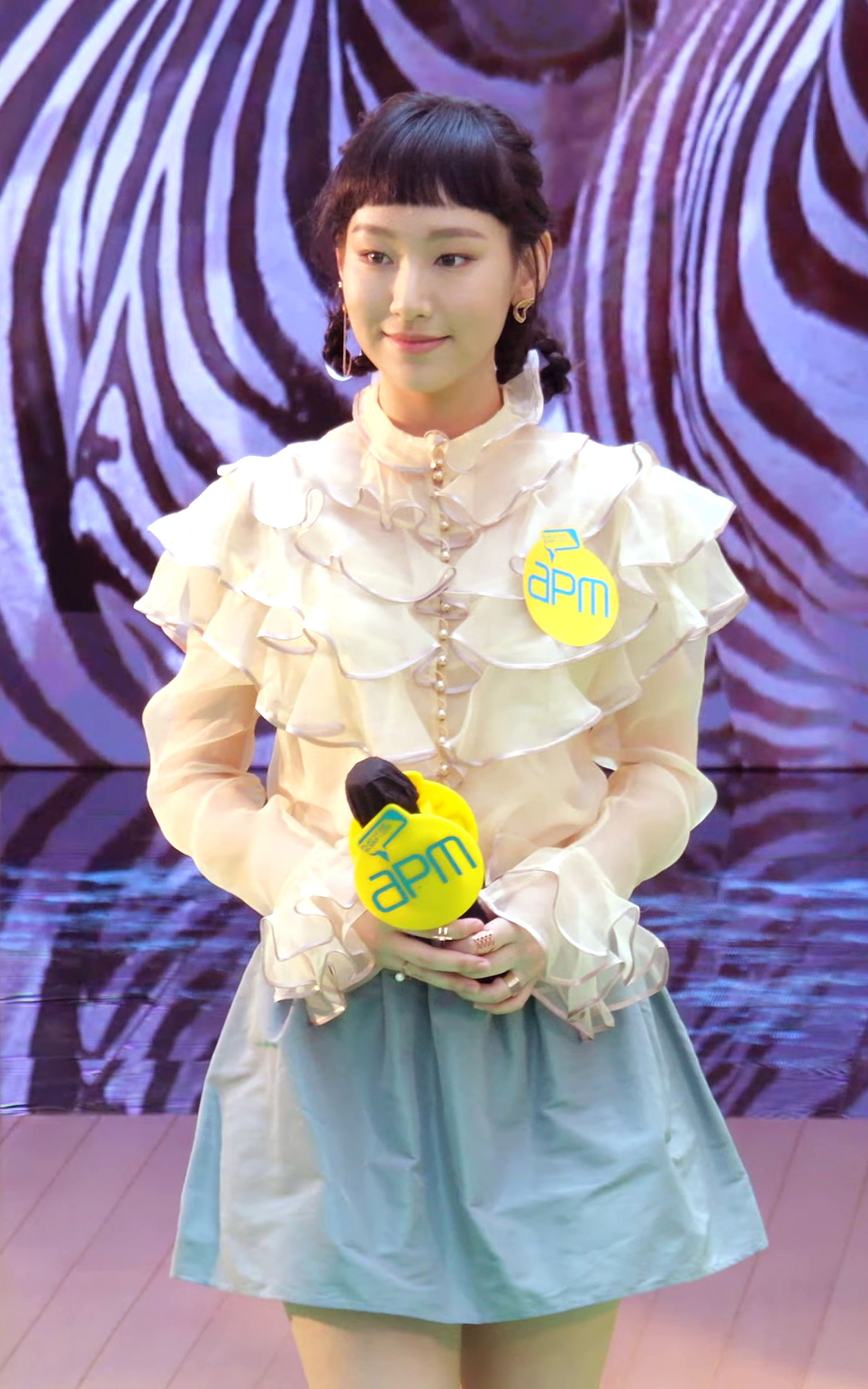
2022年7月17日，炎明熹於觀塘APM出席《盛夏森動VR之旅》開幕禮

7月，炎明熹為無綫電視「香港回歸25週年特別獻禮」電視劇集《回歸》獻唱主題曲《一水兩方》。而炎明熹演唱的祝福香港回歸25周年歌曲《最牽掛的》MV上線兩日在網絡平台總播放量超越500萬次。同月推出另一個人單曲《焰》，該曲派台後取得兩冠一亞的成績。7月24日，炎明熹奪得《香港金曲頒獎典禮 2021/2022》「香港金曲女新人金獎」；同時亦憑《真話的清高》奪得「香港金曲金曲奬」。9月，炎明熹與張馳豪合唱《Together For Good》。11月21日，炎明熹為大家樂「生活小品」三部曲獻唱完整版廣告主題曲《好想約你》，該曲成為兩台冠軍歌，並取得460萬點擊率。

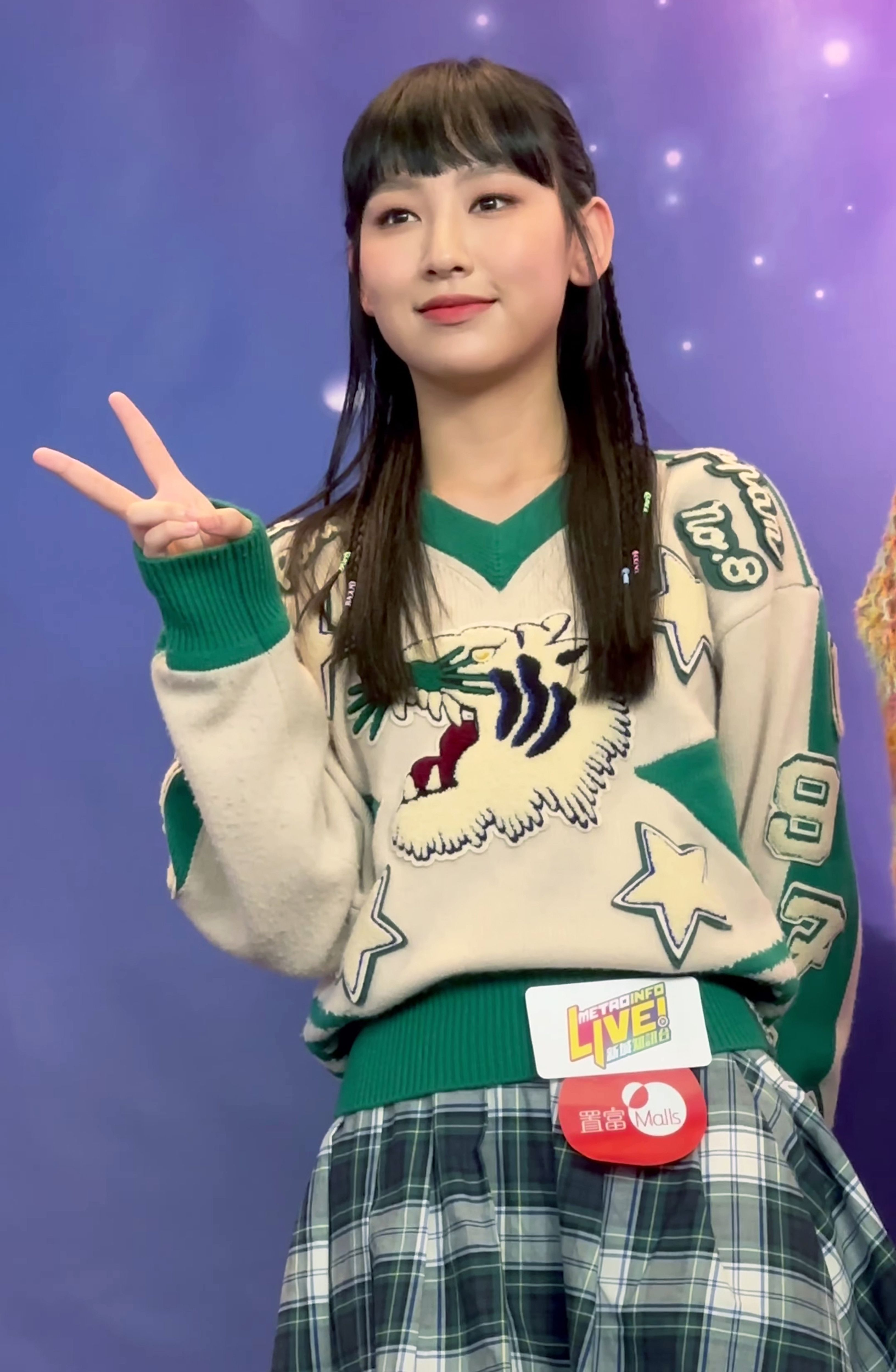
2022年12月10日，炎明熹於紅磡置富都會出席《新人大熱唱2022》活動

同年年尾，炎明熹憑《青春本我》「何芊芊」一角首度入圍《萬千星輝頒獎典禮2022》「最受歡迎電視女角色」、「最佳女配角」，並首度入圍「飛躍進步女藝員」最後五強，同時憑《一水兩方》入圍「最受歡迎電視歌曲」最後五強。炎明熹亦於《Yahoo! 搜尋人氣大獎2022》獲得「人氣票后」及「樂壇新勢力（女歌手）」兩大獎項。其後，炎明熹於《新城勁爆頒獎禮2022》獲得「勁爆突破歌手」獎，並憑《焰》首奪「勁爆歌曲」。
據第三方媒體監察公司Meltwater統計，炎明熹名列2022年YouTube香港地區二十大搜尋關鍵詞排行榜中的第二十位，為榜中唯一的香港女歌手。

### 邁向國際：2023年

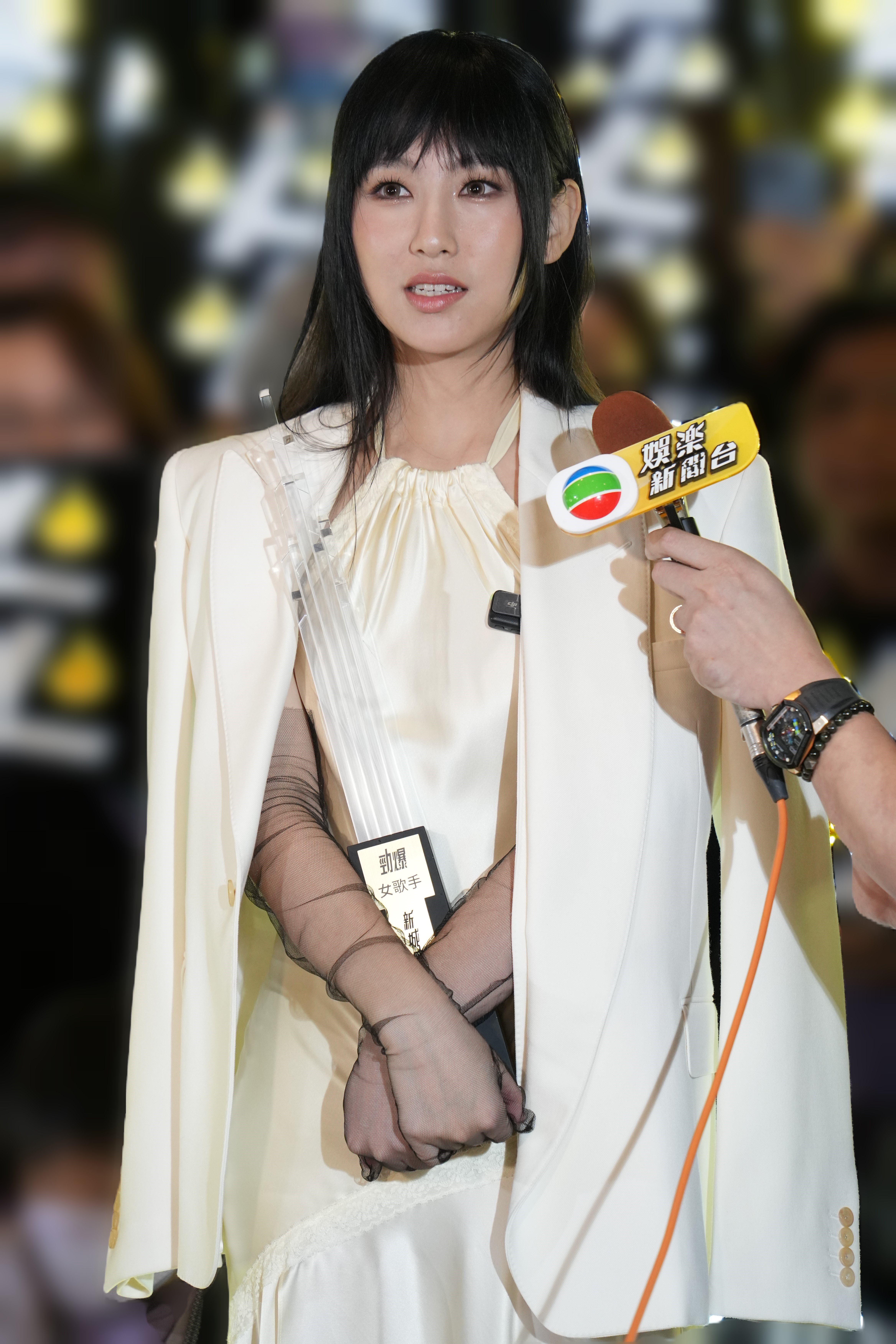
2023年12月30日，炎明熹於灣仔香港會議展覽中心出席新城知訊台《新城勁爆頒獎禮2023》

2023年1月，炎明熹亮相廣東廣播電視台大灣區衛視春晚和2023年央視春晚，成為首個踏足央視春晚的香港00後歌手。
2023年，炎明熹本色參演無綫電視長篇處境喜劇《愛·回家之開心速遞》，於1月26日（初五）首度亮相。同年，炎明熹首次奪得多個女歌手獎項，包括《加拿大A1流行榜年終總選2022》「我最喜愛女歌手銅獎」、《粵聽聲勢榜頒獎典禮2023》「我最喜愛女歌手」。2月24日，炎明熹推出張國榮金曲《今生今世》的重新演繹版本，以參與《REMEMBERING Leslie》企劃。3月14日，炎明熹推出個人主打單曲《大開眼界》，取得250萬點擊率，該曲派台後取得兩冠一季的成績。4月，炎明熹為無綫電視劇集《法言人》主唱片尾曲《戀愛這命題》。
2023年5月，炎明熹於《廣播九十五周年十大中文金曲》憑《好想約你》首奪「十大中文金曲」獎，更首度獲頒「優秀流行歌手大獎」，成為史上最年輕的優秀流行歌手。6月起，炎明熹主持無綫電視音樂節目《J Music》中的《Gi心批》環節，為其首個主持的節目。6月28日，炎明熹推出個人主打歌曲《Little Magic》，取得360萬點擊率，該曲於903專業推介、中文歌曲龍虎榜、新城勁爆流行榜及勁歌金榜登上冠軍，成為其首支四台冠軍歌。7月，炎明熹為無綫電視J2節目《他和她的喵店長》擔任靚聲導航，為其首次擔任電視節目旁白。
2023年8月，炎明熹以18歲之齡參與串流平台Spotify「Equal Global Music Program」活動，成為香港最年輕女歌手，登上紐約時代廣場巨型LED屏幕。
2023年10月7至8日，炎明熹於九龍灣國際展貿中心Star Hall舉行首個個人演唱會《炎明熹Gi-FORCE演唱會》，門票於公開發售後反應熱烈，開售一個多小時後已全部售罄。演唱會原定舉行10月7日一場演唱會，後因應銷情理想，主辦方隨即宣布加開10月8日一場，並於同日下午2時開售加場門票，售票網頁於同日下午顯示加場門票也全部售罄。演唱會翌日，炎明熹推出個人主打歌曲《Only For Me》，成為中文歌曲龍虎榜、新城勁爆流行榜及勁歌金榜三台冠軍歌。
2023年11月，炎明熹為無綫電視台慶劇《新聞女王》主唱片尾曲《Crystal Clear》，該曲為炎明熹首支全英文原創單曲。其後推出《Crystal Clear》國語版本《透徹》。炎明熹憑《Crystal Clear》於《萬千星輝頒獎典禮2023》奪得「最佳電視歌曲」，並獲頒「最具潛質新人獎」。
同年年尾，炎明熹於《新城勁爆頒獎禮2023》首奪「勁爆女歌手」獎，令炎明熹首次於香港樂壇成為女歌手三甲得主。炎明熹亦憑《Little Magic》奪得多個樂壇頒獎禮的歌曲獎項，包括《2023年度叱咤樂壇流行榜頒獎典禮》「專業推介．叱咤十大 第十位」及《新城勁爆頒獎禮2023》「勁爆歌曲」。

### 平穩時期：2024年至今
2024年2月27日，炎明熹推出個人單曲《透光者》，音樂錄影帶於兩週內破百萬點擊率，更成為中文歌曲龍虎榜、新城勁爆流行榜及勁歌金榜三台冠軍歌。4月9日，炎明熹於生日正日推出個人單曲《還有一艘救生艙》，音樂錄影帶於四日內破百萬點擊率，更於中文歌曲龍虎榜、新城勁爆流行榜及勁歌金榜奪冠，於903專業推介奪亞，成為同年第二首三台冠軍歌。同月為無綫電視劇集《逆天奇案2》演唱片尾曲《錯過。再實現》，並舉辦三場《炎明熹Gi-FORCE演唱會》因颱風小犬而延期的補場。2024年12月，炎明熹參演無綫電視音樂特輯《戀上西沙》。

## 音樂作品

### 個人唱片
| 唱片 | 唱片名稱   | 唱片類型                | 發行公司            | 發行日期      | 曲目                  |
| ---- | ---------- | ----------------------- | ------------------- | ------------- | --------------------- |
| 1st  | 真話的清高 | 單曲（限量7寸黑膠唱片） | 星夢娛樂 / 愛爆音樂 | 2024年4月20日 | 曲目 LP 1. 真話的清高 |

### 單曲
| 推出日期 | 曲目                      | 作曲                                                  | 填詞                               | 編曲                                             | 監製                     | 備註 |
| 2021年   |                           |                                                       |                                    |                                                  |                          | |
| 4月5日   | 《造夢時學會飛行》        | 徐洛鏘                                                | 張美賢                             | Johnny Yim                                       | 韋景雲／何哲圖           | 《聲夢傳奇》主題曲（粵語） 與《聲夢傳奇》第一季全體學員合唱 |
| 7月11日  | 《奪金》                  | 側田                                                  | 王祖藍                             | Dough-Boy                                        | 側田／Eric Kwok          | 無綫電視東京奧運2020主題曲（粵語） 與《聲夢傳奇》第一季全體導師及學員合唱 |
| 9月20日  | 《真話的清高》            | Raphaella Mazaheri-Asadi／Luke Juby／Harry Rutherford | 黃厚霖                             | Luke Juby                                        | 韋景雲                   | 第一首個人單曲（粵語） 首位《聲夢傳奇》學員推出個人單曲 |
| 11月9日  | 《愛是帶種缺陷的美》      | 蘇道哲／胡鴻鈞                                        | 鄭敏                               | 蘇道哲                                           | 蘇道哲                   | 與胡鴻鈞合唱（粵語） |
| 12月19日 | 《沒有你還是愛你》        | Beverly Craven                                        | 周禮茂                             | —                                                | —                        | 無綫電視劇集《青春本我》插曲（粵語） |
| 2022年   |                           |                                                       |                                    |                                                  |                          | |
| 1月23日  | 《#即影即友》             | 彭嘉維                                                | 彭嘉維                             | Johnny Yim                                       | Johnny Yim               | 《青春本我》插曲（粵語） 與姚焯菲、鍾柔美合唱 |
| 1月30日  | 《複雜》                  | 張馳豪／林君蓮                                        | 張馳豪                             | Johnny Yim                                       | Johnny Yim               | 第二首個人單曲（國語） 《青春本我》插曲 |
| 2月1日   | 《一起向未來》            | 常石磊                                                | 王平久                             | 柒玖                                             | 趙增熹                   | TVB《2022北京冬季奧運會》主題曲（國語） 與群星合唱 |
| 2月19日  | 《獅子山下 同心抗疫》     | 顧嘉煇                                                | 盧永強                             | 黃安弘                                           | 伍仲衡                   | 無綫電視因應2019冠狀病毒病香港第五波疫情而製作的抗疫歌曲（粵語） 與群星合唱 |
| 4月16日  | 《好歌獻給你》            | 馬飼野康二／阿久悠                                    | 鄭國江                             | 周以力                                           | 谷粟@牛班NEWBAND         | 《聲生不息·港樂季》主題曲（粵語） 與《聲生不息·港樂季》16組參與歌手合唱 |
| 5月31日  | 《前》                    | 張家誠                                                | 陳少琪                             | 張家誠                                           | 張家誠／陳少琪           | 《香港特別行政區成立25周年紀念》主題曲（粵語） 與譚詠麟、張學友、劉德華、鍾鎮濤、陳慧嫻、草蜢、李克勤、容祖兒、楊千嬅、雷有輝、呂方、張、張靚穎、伍珂玥、梁漢文、林峯、衛蘭、李幸倪、江海迦、菊梓喬、吳若希、胡鴻鈞、林曉峰、蕭凱恩和曾比特合唱 |
| 6月24日  | 《好想約你(Demo)》        | 伍仲衡                                                | 霍嘉樂                             | 伍仲衡                                           | 伍仲衡                   | 大家樂「生活小品」三部曲廣告主題曲（粵語） 參見廣告及代言 |
| 7月1日   | 《最牽掛的》              | 陳珀                                                  | 李三木                             | 何山                                             | 李天鵬                   | 第三首個人單曲（國語） 香港大公文匯傳媒集團、TVB、能量悅動音樂聯合出品的慶祝香港回歸祖國25周年主題曲 |
| 7月4日   | 《一水兩方》              | 劉易昇                                                | 楊熙                               | Johnny Yim                                       | 劉易昇                   | 第四首個人單曲（粵語） 無綫電視「香港回歸25週年特別獻禮」電視劇集《回歸》主題曲 |
| 7月18日  | 《焰》                    | JonnicLee Thompsett                                   | 彭嘉維／JonnicLee Thompsett        | JonnicLee Thompsett／Johnny Yim                  | Johnny Yim               | 第五首個人單曲（粵語） 《新城勁爆頒獎禮》奪得「勁爆歌曲」 |
| 9月3日   | 《Together For Good》     | 勵敏                                                  | 楊熙                               | 蔡筱蕊                                           | 劉易昇                   | 2022年99公益日主題曲粵語版 與張馳豪合唱 |
| 9月10日  | 《如風》                  | 張宇                                                  | 林振強                             | 盧東尼                                           | 張葛 丁汪敏              | 中國青年報「粵好聽」音樂企劃向港樂致敬（粵語） |
| 9月24日  | 《Hat Trick》             | Michael James Down／Will Taylor／Primoz Poglajen      | 林寶                               | Michael James Down／Will Taylor／Primoz Poglajen | 周錫漢                   | 與《聲夢傳奇》第一、二季學員合唱（粵語） |
| 10月9日  | 《明天仍要繼續》          | 盧東尼                                                | 向雪懷                             | Johnny Yim                                       | Johnny Yim               | 與原唱譚詠麟合唱 無綫電視劇集《他來自江湖》主題曲（粵語） 收錄於《「經典‧傳承」無綫電視55周年大碟》 |
| 11月21日 | 《好想約你》              | 伍仲衡                                                | 張美賢／霍嘉樂                     | 伍仲衡                                           | 伍仲衡                   | 第六首個人單曲（粵語） 大家樂「生活小品」三部曲廣告主題曲 完整版 無綫電視電視劇集《愛·回家之開心速遞》插曲（第1846集） |
| 2023年   |                           |                                                       |                                    |                                                  |                          | |
| 2月24日  | 《今生今世》              | 許愿                                                  | 阮世生                             | 張子堅／梁永菁                                   | Eric Kwok                | 《Remembering Leslie》企劃致敬張國榮（粵語） |
| 3月      | 《活出信念》              | 香港消防處                                            | 香港消防處                         | 張家誠                                           | 張家誠                   | 致敬消防員（粵語） 與群星合唱 |
| 3月7日   | 《從現在 到未來》         | NINEONE#趙馨玥／徐林                                  | NINEONE#趙馨玥／陳聆子             | 張光磊                                           | 張光磊                   | 杭州2022年亞運會主題推廣曲（國語） 與101位體育健兒和演藝界人士共同演唱 |
| 3月14日  | 《大開眼界》              | 張天穎                                                | 曰云                               | 蘇道哲                                           | 蘇道哲                   | 第七首個人單曲（粵語） |
| 4月10日  | 《戀愛這命題》            | 劉易昇                                                | 張楚翹                             | 劉易昇／葉崇恩                                   | 劉易昇                   | 第八首個人單曲（粵語） 無綫電視劇集《法言人》片尾曲 |
| 5月7日   | 《竹馬青梅》              | 李哲                                                  | 李白／辛曉娟                       | 董珂銘                                           | 劉卓                     | 央視《經典詠流傳·正青春》將李白的詩唱成歌（國語） |
| 5月11日  | 《Gimme!Gimme!Gimme!》    | Bjoern K. Ulvaeus／Benny Andersson                    | Bjoern K. Ulvaeus／Benny Andersson | Vapestor／戎子豪@ZERO Studio                     | 三石一聲／崔軾玄         | 與周柯宇合唱 聯手改編致敬瑞典國寶級樂隊ABBA傳世金曲（英語） |
| 5月16日  | 《涅槃》                  | 齊凌                                                  | 歐小曉                             | 齊凌                                             | 丹若                     | 優酷仙俠電視劇集《護心》插曲 收錄於《護心電視劇原聲帶》專輯（國語OST） |
| 6月28日  | 《Little Magic》          | 雷深如 J. Arie                                        | 雷暐樂                             | SeaTravel                                        | 陳考威                   | 第九首個人單曲（粵語） |
| 9月4日   | 《回甘》                  | 嚴勵行                                                | 韓冰                               | Derrick Sepnio／蘇道哲                           | 陳考威                   | 第十首個人單曲（國語） 作為Executive Producer首次參與創作、製作的單曲 CHALI品牌主題曲 |
| 10月7日  | 《如海》                  | 優河                                                  | 林若寧                             | 魔法バンド                                       |                          | 日語歌《灯火》改編的粵語版 Gi-FORCE演唱會最後演唱的歌曲 |
| 10月9日  | 《Only For Me》           | 雷深如 J. Arie                                        | kiwi chan                          | Edward Chan／Cousin Fung                         | Edward Chan／Cousin Fung | 第十一首個人單曲（粵語） |
| 11月20日 | 《Crystal Clear》         | 江暉                                                  | 呂喬恩                             | 江暉                                             | 江暉                     | 第十二首個人單曲（英語） 首支英語單曲 無綫電視劇集《新聞女王》片尾曲 |
| 12月4日  | 《拼圖》                  | 張馳豪                                                | 聲夢傳奇1學員                      | Johnny Yim                                       | 劉易昇                   | 聲夢飛行What We Become演唱會主題曲（粵語） 與聲夢傳奇1全體學員合唱 |
| 12月5日  | 《獅子山下 共建美好社區》 | 顧嘉輝                                                | 陳薔天                             | 張家誠                                           | 張家誠                   | 《共建美好社區大匯演》主題曲（粵語） 與數十名歌手、演員大合唱 |
| 12月8日  | 《光芒之中》              | 灰色幽默                                              | 林喬零                             | 薜濤／韋國贇                                     | 韋國贇                   | 騰訊都市言情電視劇集《戀戀紅塵》片頭曲 收錄於《戀戀紅塵影視原聲帶》專輯（國語OST） |
| 12月14日 | 《早班火車》              | 黃家駒／黃家強／黃貫中                                | 林振強                             | 黃兆銘                                           | 陳考威                   | 青春重置計劃之BEYOND40，EP12（粵語） 收錄於《BEYOND成軍40週年紀念專輯》 |
| 12月21日 | 《透徹》                  | 江暉                                                  | 呂喬恩                             | 江暉                                             | 江暉                     | 第十三首個人單曲 無綫電視劇集《新聞女王》片尾曲（國語版） |
| 12月30日 | 《特有空氣》              | 鄧智偉                                                | 羅嘉輝                             | 鄧智偉／袁卓褀                                   | 鄧智偉                   | 綜藝節目《唱遊大灣區》創作歌曲（粵語） |

| 推出日期 | 曲目                  | 作曲             | 填詞           | 編曲               | 監製             | 備註                                                     |
| 2024年   |                       |                  |                |                    |                  |                                                          |
| 2月24日  | 《翅膀》              | 張家誠           | 張家誠／陳薔天 | 張家誠             | 張家誠           | 《錦繡灣區一家親 元宵特別節目》首播歌曲（粵語）          |
| 2月27日  | 《透光者》            | ZT               | 薑檸樂         | Perry Lau          | 謝國維           | 第十四首個人單曲（粵語）                                 |
| 4月6日   | 《錯過。再實現》      | 劉易昇           | 楊熙           | Freddie Lo／劉易昇 | 劉易昇           | 第十五首個人單曲（粵語） 無綫電視劇集《逆天奇案2》片尾曲 |
| 4月9日   | 《還有一艘救生艙》    | KW朱敏希         | KW朱敏希       | 賴映彤             | 賴映彤           | 第十六首個人單曲（粵語）                                 |
| 5月19日  | 《Waking of a World》 | TERRYZHONG鍾天利 | 黑金雨         | TERRYZHONG鍾天利   | TERRYZHONG鍾天利 | 開放世界動作遊戲《鳴潮》主題曲（國語）                   |
| 5月20日  | 《情侶路》            | 崔軾玄           | 曲堯           | 張家誠             | 張家誠           | 珠海市旅遊文化宣傳曲（粵語）                             |
| 6月14日  | 《翅膀》(合唱版)      | 張家誠           | 張家誠／陳薔天 | 張家誠             | 張家誠           | 與周吉佩、蕭凱恩合唱 推廣憲法及基本法主題曲（粵語）      |
| 12月9日  | 《最動人一次》        | 伍仲衡           | 張美賢         | 伍仲衡／Allan Lau  | 伍仲衡           | 第十七首個人單曲（粵語） 無綫電視劇集《戀上西沙》主題曲  |
| 2025年   |                       |                  |                |                    |                  |                                                          |
| 1月11日  | 《明月》              | 初八             | 初八／魯士郎   | 周富堅             | 魯士郎           | 中央電視台劇集《錦囊妙錄》主題曲（國語OST）              |

### 派台歌曲成績
| 派台歌曲成績（五台）         | 派台歌曲成績（五台） | 派台歌曲成績（五台） | 派台歌曲成績（五台） | 派台歌曲成績（五台） | 派台歌曲成績（五台） | 派台歌曲成績（五台） | 派台歌曲成績（五台）                                                       |
| ---------------------------- | -------------------- | -------------------- | -------------------- | -------------------- | -------------------- | -------------------- | -------------------------------------------------------------------------- |
| 唱片                         | 歌曲                 | 903                  | RTHK                 | 997                  | TVB                  | ViuTV                | 備註                                                                       |
| 2021年                       |                      |                      |                      |                      |                      |                      |                                                                            |
|                              | 奪金                 | -                    | ×                    | ×                    | 1                    | ×                    | 首支冠軍歌 無綫電視東京奧運2020主題曲 與《聲夢傳奇》全體學員及星級導師合唱 |
|                              | 真話的清高           | 2                    | 1                    | 1                    | (1)                  | ×                    | 首支三台冠軍歌 首支雙週冠軍歌 個人出道作品 加拿大至 HIT 中文歌曲排行榜：2  |
| ex:CHANGE                    | 愛是帶種缺陷的美     | -                    | 3                    | 2                    | 1                    | ×                    | 與胡鴻鈞合唱 加拿大至HIT中文歌曲排行榜：5                                  |
| 2022年                       |                      |                      |                      |                      |                      |                      |                                                                            |
| 《青春本我》電視原聲大碟     | 複雜（國）           | -                    | 1                    | 4                    | 1                    | ×                    | 無綫電視劇集《青春本我》插曲                                               |
|                              | 一水兩方             | -                    | 11                   | -                    | -                    | ×                    | 無綫電視劇集《回歸》主題曲                                                 |
|                              | 最牽掛的（國）       | -                    | -                    | -                    | -                    | ×                    | [ i ]                                                                      |
|                              | 焰                   | 10                   | 1                    | 2                    | (1)                  | ×                    | 加拿大至 HIT 中文歌曲排行榜：7                                             |
|                              | Together for Good    | -                    | -                    | -                    | -                    | ×                    | 與張馳豪合唱 2022年99公益日主題曲                                          |
|                              | Hat Trick            | -                    | -                    | -                    | 1                    | ×                    | 與《聲夢傳奇》及《聲夢傳奇2》全體學員合唱                                  |
| 經典·傳承 無綫電視55周年大碟 | 明天仍要繼續         | -                    | 1                    | -                    | (1)                  | ×                    | 與譚詠麟合唱 翻唱譚詠麟作品                                                |
|                              | 好想約你             | -                    | 1                    | 5                    | 1                    | ×                    | 跨年上榜（RTHK、TVB） 大家樂生活小品三部曲廣告主題曲                       |
| 2023年                       |                      |                      |                      |                      |                      |                      |                                                                            |
| Remembering Leslie           | 今生今世             | -                    | -                    | -                    | 1                    | ×                    | 翻唱張國榮作品                                                             |
|                              | 大開眼界             | 18                   | 1                    | 3                    | 1                    | ×                    |                                                                            |
|                              | 戀愛這命題           | ×                    | ×                    | ×                    | -                    | ×                    | 無綫電視劇集《法言人》片尾曲                                               |
|                              | Little Magic         | 1                    | 1                    | 1                    | 1                    | ×                    | 首支四台冠軍歌 加拿大至 HIT 中文歌曲排行榜：1                              |
|                              | Only For Me          | 9                    | 1                    | 1                    | 1                    | ×                    | 三台冠軍歌                                                                 |
|                              | Crystal Clear（英）  | ×                    | ×                    | ×                    | 1                    | ×                    | 跨年上榜 無綫電視劇集《新聞女王》片尾曲                                    |
|                              | 拼圖                 | -                    | -                    | -                    | -                    | ×                    | 與《聲夢傳奇》全體學員合唱                                                 |
| 2024年                       |                      |                      |                      |                      |                      |                      |                                                                            |
|                              | 透光者               | -                    | 1                    | 1                    | 1                    | ×                    | 三台冠軍歌                                                                 |
|                              | 錯過。再實現         | ×                    | ×                    | ×                    | -                    | ×                    | 無綫電視劇集《逆天奇案2》片尾曲                                            |
|                              | 還有一艘救生艙       | 2                    | 1                    | 1                    | 1                    | ×                    | 三台冠軍歌 加拿大至 HIT 中文歌曲排行榜：12                                 |
|                              | 最動人一次           | ×                    | ×                    | ×                    | -                    | ×                    | 無綫電視劇集《戀上西沙》主題曲                                             |

1. ↑  MusicFM993 第31期音樂先鋒榜冠軍歌

| 各台冠軍歌總數（五台） | 各台冠軍歌總數（五台） | 各台冠軍歌總數（五台） | 各台冠軍歌總數（五台） | 各台冠軍歌總數（五台） | 各台冠軍歌總數（五台）              |
| ---------------------- | ---------------------- | ---------------------- | ---------------------- | ---------------------- | ----------------------------------- |
| 903                    | RTHK                   | 997                    | TVB                    | ViuTV                  | 備註                                |
| 1                      | 10                     | 5                      | 15                     | 0                      | 四台冠軍歌總數：1 三台冠軍歌總數：5 |
| 1                      | 10                     | 5                      | 18                     | 0                      | 冠軍週數                            |

- （*）仍在榜上
- （-）未能上榜
- （×）沒有派往該台
- （(1)）兩週冠軍

## 演出作品

### 綜藝節目（無綫電視）
| 年份   | 首播日期 | 節目名稱                      | 播放媒體 | 備註                                                                                      |
| 2021年 | 1月3日   | 聲夢傳奇 第一次召集           | 翡翠台   | 演唱《守望麥田》                                                                          |
| 2021年 | 4月10日  | 聲夢傳奇                      | 翡翠台   | 參賽者（藍隊隊長），亦是比賽總冠軍                                                        |
| 2021年 | 4月12日  | Staries聲夢定時動態           | J2       | 聲夢傳奇節目花絮                                                                          |
| 2021年 | 8月28日  | 聲·夢飛行 First Live On Stage | 翡翠台   | 演唱 《Bad Romance》、《愛情陷阱》、《沒有你還是愛你》                                    |
| 2022年 | 4月24日  | 聲生不息·港樂季               | 湖南衛視 | 由無綫電視聯同芒果TV合作舉辦的港樂綜藝節目 最年輕參賽歌手（17歲）                         |
| 2023年 | 11月25日 | 唱遊大灣區                    | 翡翠台   | 由南方報業傳媒集團旗下媒體GDToday合製的音樂旅行真人秀節目                                 |
| 2024年 | 3月30日  | 聲夢1+2                       | 翡翠台   | 由兩屆《聲夢傳奇》畢業生為班底的音樂和遊戲綜藝節目 演唱《Crystal Clear》                  |

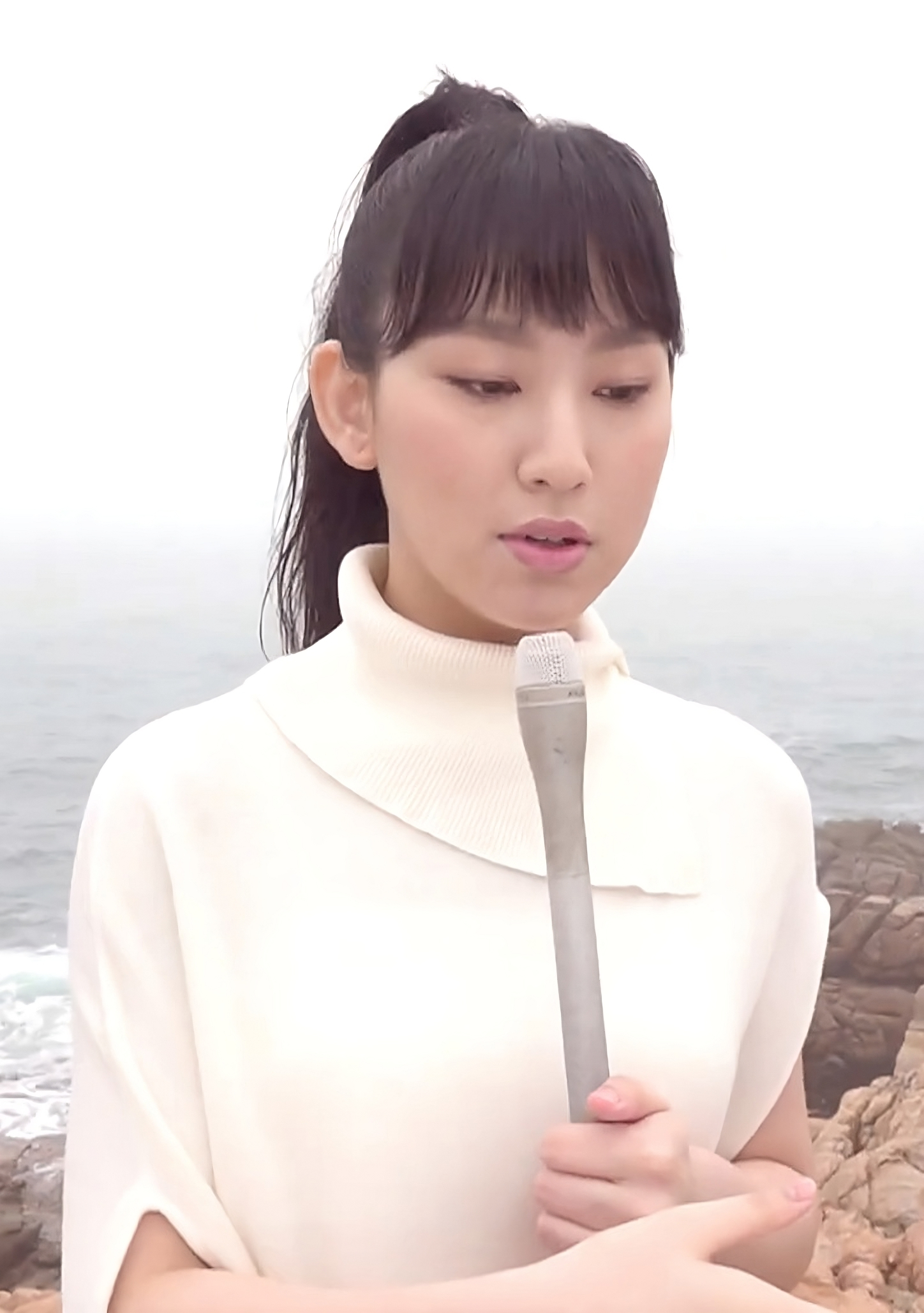
2023年3月15日，炎明熹在石澳拍攝完單曲《大開眼界》音樂錄像後，接受傳媒採訪

| 2024年 | 5月26日  | 福祿壽訓練學院                | 翡翠台   | 第7集特別嘉賓 與「福祿壽」三人組成的「炎明熹家族」演唱《Crystal Clear》及《Little Magic》 |

### 主持節目（無綫電視）
| 年份   | 首播日期 | 節目名稱        | 播放媒體 | 備註               |
| 2023年 | 6月4日   | J Music         | 翡翠台   | 主持《Gi心批》環節 |
| 2023年 | 7月10日  | 他和她的喵店長  | J2       | 靚聲導航           |
| 2024年 | 7月15日  | 他和她的喵店長2 | TVB Plus | 靚聲導航           |

### 電視劇（無綫電視）
| 年份   | 首播日期 | 劇名              | 播放媒體 | 角色           |
| 2021年 | 12月5日  | 青春本我          | 翡翠台   | 何芊芊（Gigi） |
| 2023年 | 1月26日  | 愛·回家之開心速遞 | 翡翠台   | 炎明熹         |
| 2024年 | 4月1日   | 逆天奇案2         | 翡翠台   | 炎明熹         |
| 2024年 | 12月21日 | 戀上西沙          | 翡翠台   | 炎明熹         |

### 廣播劇
| 年份   | 首播日期 | 劇名                          | 電台           | 角色           |
| 2022年 | 10月22日 | 我們一直都在說故事 失物認領處 | 香港電台第一台 | Jamie          |
| 2023年 | 12月2日  | 我們一直都在說故事 五枝旗桿等 | 香港電台第一台 | 明明（年輕版） |

### 舞台劇
| 年份   | 公演日期 | 劇名                       | 場地               | 備註           |
| 2018年 | 4月15日  | 《忘不了的禮物II 舞·極限》 | 牛池灣文娛中心劇院 | 擔任音樂劇跳唱 |

### 音樂錄像（個人單曲）
| 年份   | 發佈日期 | 歌曲名稱         | 備註                                   |
| 2021年 | 9月20日  | 《真話的清高》   | 首位《聲夢傳奇》學員推出個人單曲       |
| 2022年 | 1月30日  | 《複雜》         | 《青春本我》插曲                       |
| 2022年 | 7月4日   | 《最牽掛的》     | 慶祝香港回歸祖國25周年主題曲           |
| 2022年 | 7月23日  | 《焰》           | 《新城勁爆頒獎禮》「勁爆歌曲」         |
| 2022年 | 11月21日 | 《好想約你》     | 大家樂「生活小品」三部曲廣告主題曲     |
| 2023年 | 2月24日  | 《今生今世》     | 翻唱張國榮作品                         |
| 2023年 | 3月15日  | 《大開眼界》     | 2023年第一首個人派台單曲               |
| 2023年 | 5月8日   | 《竹馬青梅》     | 《經典詠流傳·正青春》原創歌曲          |
| 2023年 | 6月28日  | 《Little Magic》 | 2023年第二首個人派台單曲               |
| 2023年 | 9月15日  | 《回甘》         | 國語單曲                               |
| 2023年 | 10月9日  | 《Only For Me》  | 2023年第三首個人派台單曲               |
| 2023年 | 12月21日 | 《透徹》         | 無綫電視劇集《新聞女王》片尾曲(國語版) |

| 年份   | 發佈日期 | 歌曲名稱              | 備註                             |
| ------ | -------- | --------------------- | -------------------------------- |
| 2024年 | 2月28日  | 《透光者》            | 2024年第一首個人派台單曲         |
| 2024年 | 4月8日   | 《還有一艘救生艙》    | 2024年第二首個人派台單曲         |
| 2024年 | 5月8日   | 《錯過。再實現》      | 無綫電視劇集《逆天奇案2》片尾曲  |
| 2024年 | 5月19日  | 《Waking of a World》 | 開放世界動作遊戲《鳴潮》主題曲   |
| 2024年 | 9月15日  | 《情侶路》            | 珠海市旅遊文化宣傳曲             |
| 2024年 | 12月9日  | 《最動人一次》        | 無綫電視劇集《戀上西沙》主題曲   |
| 2025年 | 1月13日  | 《明月》              | 中央電視台劇集《錦囊妙錄》主題曲 |

## 演唱會／音樂會

### 個人音樂會

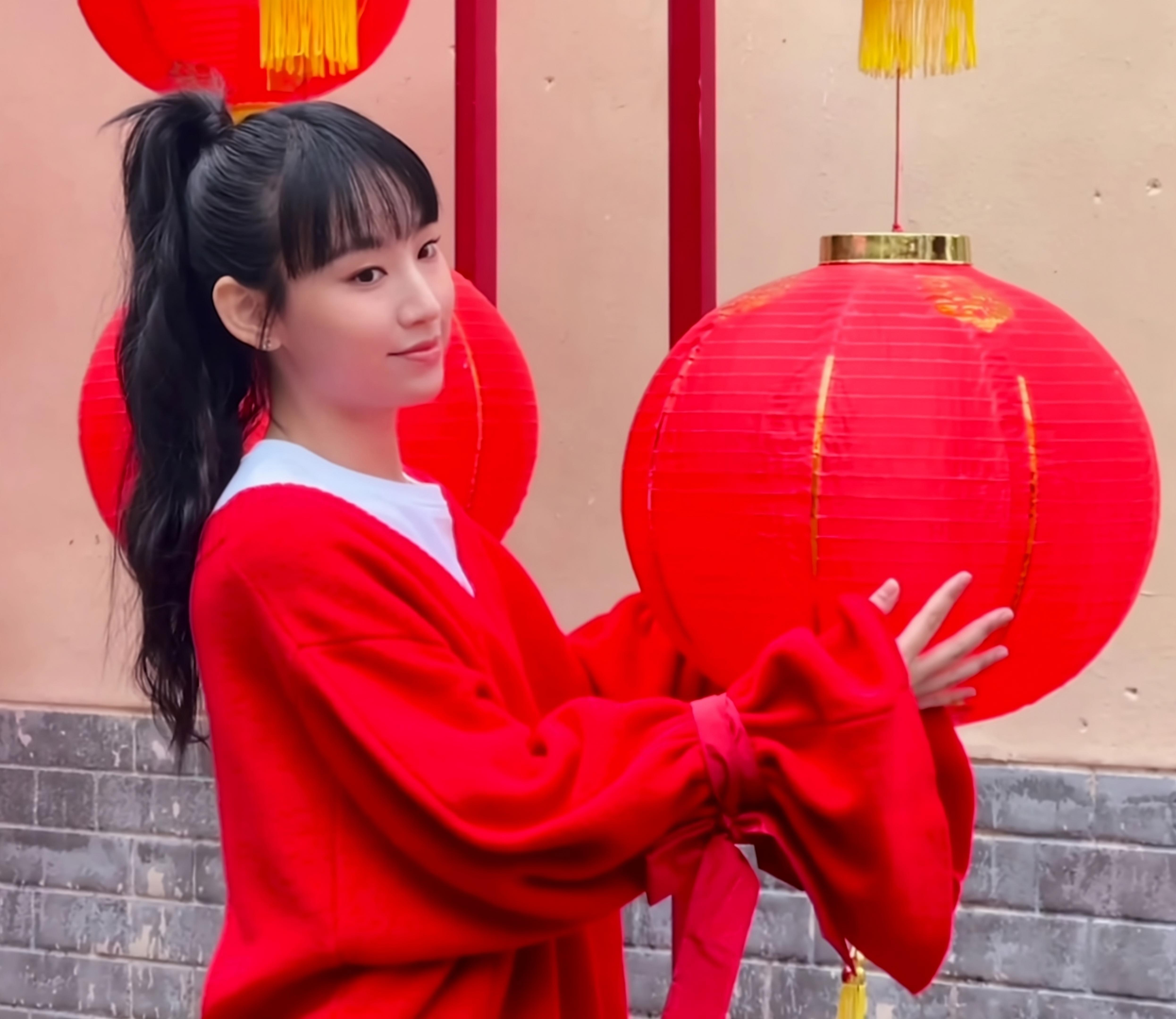
2024年2月11日，炎明熹在龍年大年初二，宣佈4月舉辦個人演唱會及接受傳媒採訪

| 年份   | 日期    | 演唱會名稱               | 場數 | 地點                         | 備註                        |
| 2023年 | 10月7日 | 炎明熹Gi-FORCE演唱會     | 1    | 九龍灣國際展貿中心 Star Hall | 首個個人演唱會 以宇宙為主題 |
| 2023年 | 10月8日 | 炎明熹Gi-FORCE演唱會     | 1    | 九龍灣國際展貿中心 Star Hall | 受颱風影響而臨時取消        |
| 2024年 | 4月12日 | 炎明熹Gi-Force演唱會2024 | 3    | 九龍灣國際展貿中心 Star Hall | 終極加場                    |
| 2024年 | 4月13日 | 炎明熹Gi-Force演唱會2024 | 3    | 九龍灣國際展貿中心 Star Hall | 加場場次                    |
| 2024年 | 4月14日 | 炎明熹Gi-Force演唱會2024 | 3    | 九龍灣國際展貿中心 Star Hall | 補場場次                    |

### 非個人音樂會
| 年份   | 日期        | 演唱會名稱                                                                   | 場數 | 地點                         | 主辦單位               | 備註 |
| 2021年 | 6月25日     | 「共享新未來」啟動禮暨音樂會                                                 | 1    | 海洋公園                     | 中國移動香港           | 演唱《守望麥田》 |
| 2021年 | 6月30日     | 百年風華 - 香港各界青年慶祝中國共產黨成立100周年暨香港回歸祖國24周年文藝晚會 | 1    | 紅磡香港體育館               | 香港各界慶典委員會     | 首次在紅館演出， 與姚焯菲、鍾柔美、詹天文、冼靖峰、黃奕斌等合唱《帶著夢飛翔》，與蘇永康、姚焯菲、鍾柔美、詹天文、冼靖峰、黃奕斌合唱《共同家園》 |
| 2021年 | 8月12至15日 | 聲·夢飛行 First Live On Stage                                                | 4    | 旺角麥花臣場館               | 無綫電視、星夢娛樂     | 《聲夢傳奇》第一季畢業學員演唱會， 演唱《Bad Romance》、《愛情陷阱》、《沒有你還是愛你》，與李幸倪合唱《天黑黑》、與衛蘭合唱《Million Reasons》，與姚焯菲、鍾柔美、詹天文合唱《How You Like That》、《Chotto等等》，與全體《聲夢傳奇》學員合唱《造夢時學會飛行》、《全身暑假》、《拼圖》 |
| 2021年 | 8月26日     | 新城30+集體回憶音樂會                                                        | 1    | 灣仔香港會議展覽中心         | 新城電台               | 與張敬軒、蘇永康、胡鴻鈞、菊梓喬、鄭欣宜、太極樂隊、曾樂彤、施匡翹、ANSONBEAN、Delta T等參與， 與胡鴻鈞合唱《夏日傾情》、與胡鴻鈞、詹天文、鍾柔美、文凱婷 合唱《愛的呼喚》 |
| 2021年 | 9月13日     | 光影回憶: 電影中的美麗與哀愁 音樂會                                          | 1    | 香港大會堂音樂廳             | 傳承愛樂               | 演唱 《心動》、《夕陽之歌》 |
| 2021年 | 11月13日    | 一念一花 5G 4K 直播音樂會                                                    | 1    | 大埔慈山寺                   | 慈山寺                 | 演唱《守望麥田》、《願》 |
| 2021年 | 11月23日    | Fubon GO x 聲夢傳奇《唱出初心》                                              | 1    | 美麗華廣場宴會廳             | 富邦銀行（香港）       | 演唱《守望麥田》、《隱形的翅膀》 |
| 2021年 | 12月31日    | 大佛鐘聲 福佑香江 - 2022年元旦叩鐘祈福活動                                   | 1    | 昂坪寶蓮禪寺                 | 元旦叩鐘祈福活動籌委會 | 演唱《守望麥田》 |
| 2022年 | 1月1日      | 聲夢維港Party Together演唱會2022                                             | 1    | 中環海濱活動空間             | NEW TV                 | 演唱《Bad Romance》、《留白》，以After Class成員身份演唱《要為今日回憶》，與胡鴻鈞合唱《愛是帶種缺陷的美》，與胡鴻鈞、菊梓喬合唱《呼吸有害》，與《聲夢傳奇》學員合唱《造夢時學會飛行》                                                                                                   |
| 2022年 | 1月31日     | 虎躍騰飛迎新歲                                                               | 1    | 將軍澳電視廣播城             | 無綫電視               | 與姚焯菲、鍾柔美、詹天文、冼靖峰、張馳豪合唱《快啲快啲》 |
| 2022年 | 9月2日      | 廖國敏 x Johnny Yim 時光漫遊                                                 | 1    | 香港文化中心音樂廳           | 香港管弦樂團           | 演唱《Dear Friend》 |
| 2022年 | 9月18日     | SHOW出脫毒新作風                                                             | 1    | 將軍澳電視廣播城             | 保安局禁毒處           | 演唱《摘星》、以After Class成員身份演唱《要為今日回憶》 |
| 2022年 | 10月1日     | 香港同胞慶祝中華人民共和國成立七十三周年文藝晚會                             | 1    | 紅磡香港體育館               | 香港特別行政區政府     | 與《聲夢傳奇》學員合唱《造夢時學會飛行》、《東方之珠》、《中國夢》 |
| 2022年 | 10月22日    | 華仁百周年音樂會                                                             | 1    | 香港文化中心大劇院           | 華仁基金會             | 演唱《沒有你還是愛你》、《Morning After》 |
| 2022年 | 11月25日    | 生生不息25周年演唱會                                                         | 1    | 將軍澳電視廣播城             | 中國移動香港           | 演唱《好想約你》、《小手拉大手》， 與周筆暢合唱《紅豆/償還》，與全體歌手合唱《東方之珠》 |
| 2022年 | 12月3日     | 博愛青年音樂會2022                                                           | 1    | 伊利沙伯體育館               | 博愛醫院               | 演唱《好想約你》，與胡鴻鈞合唱《愛是帶種缺陷的美》 |
| 2023年 | 4月1日      | 想張國榮20周年致敬音樂會                                                     | 1    | 香港會議展覽中心             | 環球唱片               | 與黎明、陳慧琳等參與，演唱《今生今世》、《路過蜻蜓》，與曾比特合唱《緣份》 |
| 2023年 | 5月6日      | 《啟迪．愛》單車環港250KM挑戰慈善音樂會                                      | 1    | 伊利沙伯體育館               | 文化動力慈善基金       | 演唱《大開眼界》、《好想約你》、《守望麥田》 |
| 2023年 | 6月29日     | 「灣區升明月」2023大灣區電影音樂晚會                                         | 1    | 香港亞洲國際博覽館           | 中央電視台電影頻道     | 與曾比特合唱《初戀》 |
| 2023年 | 8月25日     | 「展翅青見超新星」2023頒獎禮暨音樂會                                         | 1    | 伊利沙伯體育館               | 香港電台第二台         | 擔任啟動儀式主禮嘉賓 壓軸演唱《好想約你》、《Little Magic》 |
| 2023年 | 9月9日      | TrendyToo SPLASH! 跨感官水上音樂會                                           | 1    | 香港海洋公園水上樂園         | 中國銀行(香港)         | 演唱《我鍾意》、《別找我麻煩》、《Little Magic》，與鍾柔美、張馳豪合唱《我們都是這樣長大的》、《全身暑假》 |
| 2023年 | 11月4日     | 「延續愛 創新天 - 共同渡過」晚宴2023會                                       | 1    | 香港會議展覽中心             | 大覺福行中心           | 演唱《守望麥田》、《緣》，與陳潔靈、周吉佩、龍婷等合唱《共同渡過》 |
| 2023年 | 11月18日    | 韓劇歌曲音樂會                                                               | 2    | 香港文化中心音樂廳           | 韓國駐香港總領事館     | 與Gaho、Sam Kim、金娜英、葉文輝等參與， 演唱《是這樣的》、《夢中人》、《蜚蜚》，與金娜英合唱《You Are My Everything》 |
| 2023年 | 11月19日    | Leap into the Future 躍動未來音樂會                                          | 1    | 沙田馬場                     | 中銀香港賽馬日         | 演唱《Little Magic》、《親密愛人》，與李克勤合唱《合久必婚》 |
| 2023年 | 11月29日    | 全港歡迎中國載人航天工程代表團大匯演                                         | 1    | 紅磡香港體育館               | 民政事務總署           | 演唱《Little Magic》，與譚詠麟、汪明荃、丁子朗、黃洛妍等合唱《強》 |
| 2023年 | 12月9日     | 共建美好社區大匯演                                                           | 1    | 西九文化區竹翠公園           | 香港特別行政區政府     | 七間電子傳媒共同作現場聯播 演唱《Little Magic》，與林子祥合唱《分分鐘需要你》 與詹天文、姚焯菲、鍾柔美合唱《要為今日回憶》，與聲夢傳奇1&2學員合唱《造夢時學會飛行》 |
| 2023年 | 12月14日    | 「文化萬象 經典傳承」理大音樂會2023                                          | 1    | 香港理工大學賽馬會綜藝館     | 香港理工大學藝術家聯盟 | 演唱《大開眼界》、《Only For Me》、《今生今世》 |
| 2023年 | 12月21日    | 聲夢飛行WHAT WE BECOME LIVE 2023                                             | 1    | 九龍灣國際展貿中心 Star Hall | 無綫電視、愛爆音樂     | 演唱《Crystal Clear》、《Little Magic》，與聲夢傳奇1學員合唱《拼圖》、《造夢時學會飛行》 |

| 年份   | 日期    | 演唱會名稱               | 場數 | 地點               | 主辦單位                         | 備註                                                                                   |
| 2024年 | 2月10日 | 2024國泰新春國際匯演之夜 | 1    | 尖沙咀文化中心廣場 | 香港旅遊發展局                   | 演唱《Jai Ho》，與TVB群星合唱《大日子》                                                |
| 2024年 | 6月16日 | 中華頌音樂會             | 1    | 香港文化中心音樂廳 | 中國文學藝術界聯合會香港會員總會 | 與譚詠麟合唱《遊子》，與譚詠麟、莫華倫、陳美齡、鄺美雲等合唱《獅子山下》、《歌唱祖國》 |

| 年份   | 日期     | 演唱會名稱                                        | 場數 | 地點                       | 主辦單位                  | 備註 |
| 2021年 | 9月21日  | 「灣區升明月」2021大灣區中秋電影音樂晚會          | 1    | 香港海港城(分會場)         | 中央電視台電影頻道        | 與周勵淇、方力申、許靖韻、陳明憙、羅鈞滿、趙浚承合唱《獅子山下》， 與張明敏、譚詠麟、王祖藍、周柏豪等群星大合唱《我的中國心》      |
| 2022年 | 8月16日  | 南山流行音樂節「深聲不息」                        | 1    | 深圳湾体育中心             | 深圳市文化廣電旅遊體育局  | 演唱《複雜》、《我鍾意》、《念親恩》，與李克勤、魔動閃霸、伍珂玥合唱《東方之珠》                                                   |
| 2023年 | 1月21日  | 2023年中央广播电视总台春节联欢晚会                | 1    | 中央廣播電視總台總部大樓   | 中央廣播電視總台          | 以17歲之齡成為參加「央視春晚」史上最年輕的港台歌手， 與成龍、彭昱暢、蔣依依、郭俊辰、陳立農、祖絲合唱《青春向太陽》                |
| 2023年 | 1月22日  | 2023遇兔呈祥大灣區廣東衛視春節晚會                | 1    | 廣東電視中心               | 廣東廣播電視台            | 與鍾鎮濤等合唱《財神到》、與周柏豪合唱《紫荊花盛開》                                                                               |
| 2023年 | 3月17日  | 2023揚帆遠航大灣區音樂會                          | 1    | 廣州南沙港區四期碼頭       | 中央廣播電視總台          | 與蔡程昱、陳彼得、彭永琛合唱《愛不停息》                                                                                           |
| 2023年 | 3月25日  | 無限超越群星演唱會                                | 1    | 澳門金光綜藝館             | 優酷、無綫電視            | 演唱《一水兩方》、《心債》、《但願人長久》 與林峯、楊千嬅等合唱《藍天》                                                            |
| 2023年 | 4月22日  | 一拍即合灣區群星演唱會                            | 1    | 肇慶市新區體育中心體育館   | 澳門星娛樂                | 演唱《好想約你》、《大開眼界》、《最牽掛的》                                                                                       |
| 2023年 | 5月1日   | 2023長琴島·芒果音樂季                             | 1    | 珠海長琴島                 | 芒果娛樂                  | 演唱《大開眼界》、《好想約你》、《最牽掛的》、與魔動閃霸合唱《對手》                                                               |
| 2023年 | 5月1日   | 明明最特別音樂會                                  | 2    | 永利澳門宴會廳             | 永利澳門                  | 演唱《大開眼界》、《最牽掛的》、《蜚蜚》                                                                                           |
| 2023年 | 5月2日   | 明明最特別音樂會                                  | 2    | 永利皇宮宴會廳             | 永利澳門                  | 演唱《大開眼界》、《最牽掛的》、《蜚蜚》                                                                                           |
| 2023年 | 5月7日   | 《經典詠流傳·正青春》                             | 1    | 中央廣播電視總台總部大樓   | 中央廣播電視總台          | 演唱《竹馬青梅》 |
| 2023年 | 5月20日  | 「520」心動時刻音樂會·廣州站                      | 1    | 廣東奧林匹克體育中心       | 森立演藝                  | 首次在現場4萬觀眾的體育場演出， 與容祖兒、側田和楊丞琳參與，演唱《大開眼界》、《最牽掛的》、《我鍾意》、《今生今世》、《好想約你》 |
| 2023年 | 6月1日   | 中央廣播電視總台六一晚會                          | 1    | 中央廣播電視總台總部大樓   | 中央廣播電視總台          | 與王心妤、馬浩然合唱《一同歌唱》                                                                                                   |
| 2023年 | 7月1日   | 路易十三音樂饗宴                                  | 2    | 澳門銀河豪華酒店           | 澳門銀河 Galaxy Macau     | 演唱《好想約你》、《今生今世》、《蜚蜚》、《魔鬼中的天使》、《隱形的翅膀》                                                         |
| 2023年 | 7月14日  | 路易十三音樂饗宴                                  | 2    | 澳門銀河豪華酒店           | 澳門銀河 Galaxy Macau     | 演唱《今生今世》、《有可能的夜晚》、《遇見》、《別找我麻煩》、《隱形的翅膀》                                                       |
| 2023年 | 7月8日   | 「無處不盡慶」夏日青春歌會                        | 1    | 廣州塔下                   | 廣東廣播電視台            | 演唱《晚風心裡吹》、與伍珂玥合唱《大風吹》                                                                                         |
| 2023年 | 8月5日   | 「青春夢•音成就」群星演唱會                       | 1    | 佛山世紀蓮體育中心體育場   | 音越音麥文化              | 演唱《大開眼界》、《複雜》、《好想約你》                                                                                           |
| 2023年 | 8月27日  | 「粵港之星」群星演唱會                            | 1    | 清遠奧體中心體育場         | 貳份壹文化傳播            | 演唱《大開眼界》、《好想約你》、《Little Magic》                                                                                   |
| 2023年 | 9月29日  | 中央廣播電視總台2023年中秋晚會                    | 1    | 四川省宜賓市長江公園       | 中央廣播電視總台          | 與檀健次合唱《漫步人生路》 |
| 2023年 | 10月21日 | 大眾電影2023大灣區音樂匯                          | 1    | 澳門銀河綜藝館             | 新華社•聲在中國／大眾電影 | 演唱《今生今世》，與景甜、陳妍希、李一桐、胡夏、李治廷等合唱《我的中國心》                                                         |
| 2023年 | 11月3日  | 綠茵勝境音樂祭                                    | 1    | 澳門綠茵勝境花園           | 澳門上葡京綜合渡假村      | 演唱《好想約你》、《Little Magic》、《Only For Me》，與曾比特合唱《合久必婚》                                                      |
| 2023年 | 11月12日 | 海山日月音樂節                                    | 1    | 深圳國際會展中心           | MFG／多米娛樂             | 演唱《大開眼界》、《Only For Me》、《好想約你》、《Little Magic》，與楊千嬅合唱《勇》                                              |
| 2023年 | 11月24日 | 「活力廣東 時尚灣區」2023廣東旅遊文化節開幕式晚會 | 1    | 珠海市海韻城日月貝中心廣場 | 廣東省文化和旅遊廳        | 演唱《回甘》，與崔子格合唱《情侶路》                                                                                               |

| 年份   | 日期   | 演唱會名稱                   | 場數 | 地點                     | 主辦單位         | 備註                                      |
| 2024年 | 1月1日 | 揚帆遠航大灣區2024新年音樂會 | 1    | 澳門金光綜藝館           | 中央廣播電視總台 | 與希林娜依·高合唱《刀劍如夢》、《江湖笑》 |
| 2024年 | 3月3日 | 龍騰虎躍·中國年味            | 1    | 中央廣播電視總台總部大樓 | 中央廣播電視總台 | 與唐漢霄合唱《閃光》                      |

| 年份   | 日期     | 演唱會名稱                                 | 場數 | 主辦單位                           | 備註 |
| 2021年 | 7月8日   | Yahoo Lunch K                              | 1    | 雅虎香港                           | 演唱《永不失聯的愛》，與鍾柔美、何晉樂合唱《小酒窩》 |
| 2021年 | 9月30日  | Joox Hong Kong Live Session                | 1    | Joox                               | 演唱《真話的清高》、《容易受傷的女人》、《沒有你還是愛你》、《心動》 |
| 2021年 | 10月5日  | UM Webzine x 谷Live《GOOD VIBE》網上音樂會 | 1    | UM Webzine、谷Live                 | 演唱《真話的清高》、《容易受傷的女人》、與李幸倪合唱《眼淚》 |
| 2021年 | 10月9日  | Astro 25 Concert網上音樂會                 | 1    | Astro華麗台                        | 演唱《真話的清高》 |
| 2021年 | 11月11日 | 胡鴻鈞＋Gigi炎明熹 KKBOX Live              | 1    | KKBOX                              | 演唱 《真話的清高》、與胡鴻鈞 合唱《愛是帶種缺陷的美》 |
| 2022年 | 6月27日  | 我們的紫荊花 慶祝香港回歸祖國25週年雲歌會  | 1    | 人民日報新媒體、中央電視台電影頻道 | 與曾比特合唱《世間始終你好》 |
| 2022年 | 7月8日   | 酷狗首唱會 閃光畢業季                      | 1    | 酷狗音樂                           | 演唱《最牽掛的》、《百年孤寂》、《追光者》、《Lovely》、《分分鐘需要你》、《氣球》、《愛你》、《魔鬼中的天使》、《Dear Friend》                                                           |
| 2022年 | 8月20日  | 中銀Let’s Chill網上音樂會                  | 1    | 中銀信用卡                         | 演唱《複雜》、《一水兩方》、《蜚蜚》、《但願人長久》、《魔鬼中的天使》、《哥歌》、《浪子心聲》、《One and only》、《別找我麻煩》，與JW王灝兒合唱《男人信什麼》、《Perfect》、《矛盾一生》 |
| 2023年 | 5月15日  | Yahoo Lunch K XLive                        | 1    | 雅虎香港                           | 演唱《大開眼界》、《真話的清高》、《好想約你》、《路過蜻蜓》、《唯獨你是不可取替》、《99次我愛他》                                                                                        |

## 出版物品

### 出版刊物
| 年份   | 地區   | 期數              | 刊物名稱                    | 備註     |
| 2019年 | 香港   | 3月7日 第460期    | 《親子王》                  | 封面模特 |
| 2021年 | 香港   | 6月30日 第931期   | 《東周刊》                  | 封面模特 |
| 2021年 | 香港   | 7月7日 第330期    | 《Dogs Magazine》           | 封面模特 |
| 2021年 | 香港   | 7月15日 第816期   | 《U magazine》              | 封面模特 |
| 2021年 | 香港   | 7月28日 第935期   | 《東周刊》                  | 內頁專題 |
| 2021年 | 香港   | 9月17日 第2758期  | 《明周》                    | 封面模特 |
| 2021年 | 香港   | 10月7日 10月號    | 《U magazine》              | 封面模特 |
| 2021年 | 香港   | 11月 第38期       | 《ECday Magazine》          | 封面模特 |
| 2022年 | 加拿大 | 2月6日 2月號      | 《Plem magazine》           | 封面模特 |
| 2022年 | 中国   | 6月30日 7月刊     | 《GATEWAY 南方航空》        | 內頁專題 |
| 2022年 | 中国   | 7月25日 8月號     | 《ELLE》                    | 內頁專題 |
| 2022年 | 加拿大 | 9月3日 創刊號     | 《星島頭條》                | 封面模特 |
| 2022年 | 香港   | 12月14日 第1007期 | 《東周刊》                  | 封面模特 |
| 2023年 | 香港   | 1月4日 第1010期   | 《東周刊》                  | 內頁專題 |
| 2023年 | 香港   | 2月10日 第2829期  | 《明周》                    | 封面模特 |
| 2023年 | 中国   | 2月15日 第701期   | 《娛樂·品味 Taste & Grace》 | 封面模特 |
| 2023年 | 香港   | 2月24日 第2831期  | 《明周》                    | 內頁專題 |
| 2023年 | 新加坡 | 3月18日 第902期   | 《U Weekly》                | 內頁專題 |
| 2023年 | 香港   | 4月7日 第906期    | 《U magazine》              | 封面模特 |
| 2023年 | 香港   | 9月20日 第1047期  | 《東周刊》                  | 封面模特 |
| 2023年 | 中国   | 9月30日 第716期   | 《娛樂·品味 Taste & Grace》 | 封面模特 |
| 2023年 | 中国   | 11月1日 第303期   | 《南都娛樂》                | 封面模特 |

| 年份   | 地區 | 期數             | 刊物名稱           | 備註     |
| 2024年 | 中国 | 2月5日 2月新春刊 | 《COCOSTAR人物誌》 | 封面模特 |
| 2024年 | 香港 | 3月8日 第2884期  | 《明周》           | 封面模特 |

### 出版書籍
| 年份   | 出版日期 | 名稱                                                    | 備注                                                                        |
| 2022年 | 4月16日  | The Artwork of YIMINGHAY                                | 《Gigi炎明熹藝術作品展》紀念畫集                                            |
| 2023年 | 6月1日   | Beyond Outstanding My Path My Pace 30位香港傑出少年隨筆 | 當中記錄了炎明熹（王佳恩）的得獎感言和成長心路歷程。 ISBN 978-988-8806-70-6 |

## 藝術作品
炎明熹是一位藝術型的女生，性格文靜喜歡設計和繪畫，她亦會把自己的作品在社群媒體上發布。而然因她在學校選修科技與生活（服裝成衣與紡織）及視覺藝術科，所以讓她能夠把興趣學以致用。
2021年10月, 教育局舉辦《科技與生活學生作品展 2021》，當中展出炎明熹和同學在聖安當女書院設計的作品。
2022年4月後援會舉辦了《Gigi炎明熹藝術作品展》，作品包含：素描系列、兒童系列、服裝設計、手寫揮春等作品，展覽期間推出「炎明熹作品 x 炎點愛兒童系列」慈善義賣，籌得款項將不扣除成本全數捐出予「香港兒童慈善基金會」。

### 作品展覽
| 展出日期            | 場地        | 展覽名稱                                                  | 備註                                     |
| 2021年10月19日-28日 | 沙田大會堂  | 《科技與生活學生作品展 2021》                             | 設計比賽得奬作品                         |
| 2022年4月17日-29日  | 3D Showcase | 《Gigi炎明熹藝術作品展》及「炎明熹作品 x 炎點愛兒童系列」 | 籌得款項全數捐出予「香港兒童慈善基金會」 |

### 過去作品
- 作品主題《UPCYCLE》是用報紙作物料的裙
- 炎明熹和同學一起設計的裙，作品主題《NON-WOVEN FABRIC》

## 時尚事業

### 時尚雜誌
2022年7月3日炎明熹為時尚雜誌《時尚芭莎》拍攝《聲生不息x時尚芭莎》封面和接受雜誌訪問，她認為《獅子山下》能代表香港：「在獅子山下，大家會互相幫助，它代表了很多代香港人的情感。」
2022年7月26日炎明熹受國際時尚雜誌《ELLE》邀請為專題《Z世代音樂人 炎明熹》封面拍攝，7月27日接受ELLETALK第七期《代代青春，從懷唸到在場》拍攝，與曾比特一起介紹與香港有關的90後、00後的記憶，作為備受關注的新生代歌手，身上有著在香港成長的印記，和年輕一代音樂人的生命力。

### 時尚走秀
2023年2月27日炎明熹受雅詩蘭黛集團旗下專業藝術彩妝品牌M·A·C魅可邀請，出席在上海白玉蘭廣場頂樓舉行的M·A·C魅可玩色大秀之夜，她與專業彩妝師現場介紹彩妝產品，其中在第四幕「未來幻境（Futuristic）」走秀現場表演獻唱《複雜》，炎明熹化身未來感少女，亮片及眼線的搭配滿足對未來的一切幻想。
| 日期          | 國家/地區 | 舉行地點 | 類別     | 備註                     |
| 2023年2月27日 | 中国      | 上海     | 彩妝走秀 | 2023年 M·A·C魅可玩色大秀 |

## 曾獲獎項及提名

### 獲獎及提名列表
炎明熹於2021年參加無綫電視歌唱選秀節目《聲夢傳奇》後，同年推出首支個人單曲《真話的清高》正式於香港樂壇出道，並囊括香港四台新人獎項。2022年，炎明熹憑借中國大陸芒果TV與香港無綫電視聯合製作的音樂真人實境秀節目《聲生不息》人氣急升，更獲得《新城勁爆頒獎禮2022》「勁爆突破歌手」、《Yahoo! 搜尋人氣大獎2022》「人氣票后」。2023年，炎明熹於《廣播九十五周年十大中文金曲》奪得人生首座「十大優秀流行歌手大獎」，成為史上最年輕的優秀流行歌手大獎得主，並獲得《新城勁爆頒獎禮2023》「勁爆女歌手」。
除音樂事業外，炎明熹亦參與不同電視劇集、綜藝節目、主唱不同電視劇集歌曲，並入圍角逐電視界別獎項。2021年，炎明熹與一眾《聲夢傳奇》學員憑合唱《聲夢傳奇》主題曲《造夢時學會飛行》奪得《萬千星輝頒獎典禮2021》「最受歡迎電視歌曲」。2022年，炎明熹憑無綫電視劇集《青春本我》於《萬千星輝頒獎典禮2022》首度入圍「最受歡迎電視女角色」、「最佳女配角」及「飛躍進步女藝員」最後五強，並憑無綫電視劇集《回歸》主題曲《一水兩方》入圍「最受歡迎電視歌曲」最後五強。2023年，炎明熹憑無綫電視台慶劇《新聞女王》片尾曲《Crystal Clear》奪得「最佳電視歌曲」，並獲頒「最具潛質新人」。

### 頒獎典禮
| 年份   | 日期     | 頒獎典禮名稱                   | 地點                 | 備註 |
| 2021年 | 12月27日 | 新城勁爆頒獎禮2021             | 香港會議展覽中心     | - 榮獲「勁爆新人」獎 - 演唱《真話的清高》 |
| 2022年 | 1月1日   | 2021年度叱咤樂壇流行榜頒獎典禮 | 亞洲國際博覽館       | - 榮獲「叱咤樂壇生力軍女歌手」銀獎 |
| 2022年 | 1月2日   | 萬千星輝頒獎典禮2021           | 將軍澳電視廣播城     | - 榮獲「最受歡迎電視歌曲」獎 - 與聲夢1學員合唱《造夢時學會飛行》 |
| 2022年 | 7月24日  | 香港金曲頒獎典禮 2021/2022     | 將軍澳電視廣播城     | - 榮獲「香港金曲金曲奬」、「香港金曲女新人獎」金獎 - 與劉德華及眾星合唱《漫步人生路》、《我們都是這樣長大的》、《17歲》、《如果有一天》），演唱《但願人長久》、《愛情陷阱》、《真話的清高》 |
| 2022年 | 12月23日 | Yahoo! 搜尋人氣大獎2022        | 九龍灣國際展貿中心   | - 榮獲「人氣票」、「樂壇新勢力」獎 - 演唱《好想約你》，After Class演唱《要為今日回憶》 |
| 2022年 | 12月29日 | 新城勁爆頒獎禮2022             | 香港會議展覽中心     | - 榮獲「勁爆突破歌手」、「勁爆歌曲」獎 - 演唱《愛情陷阱》、《焰》，After Class演唱《Not givin' up》                                                                                         |
| 2023年 | 1月18日  | 2022微博音樂盛典               | 北京星光視界中心     | - 榮獲「年度新銳歌手」 |
| 2023年 | 3月6日   | 粵聽聲勢榜頒獎典禮             | 廣州廣交會威斯汀酒店 | - 榮獲「我最喜愛女歌手」 |
| 2023年 | 5月6日   | 廣播九十五周年十大中文金曲     | 紅磡香港體育館       | - 榮獲「優秀流行歌手大獎」、「十大中文金曲獎」 - 演唱《好想約你》 |
| 2023年 | 6月26日  | 2023香港傑出少年選舉頒獎典禮   | 香港會議展覽中心     | - 榮獲「香港傑出少年」獎 |
| 2023年 | 12月30日 | 新城勁爆頒獎禮2023             | 香港會議展覽中心     | - 榮獲「勁爆女歌手」、「勁爆歌曲」 - 演唱《Little Magic》 |
| 2024年 | 1月1日   | 2023年度叱咤樂壇流行榜頒獎典禮 | 亞洲國際博覽館       | - 榮獲「專業推介叱咤十大 第十位」 - 演唱《Little Magic》 |
| 2024年 | 1月14日  | 萬千星輝頒獎典禮2023           | 澳門上葡京綜合渡假村 | - 榮獲「最佳電視歌曲」、「最具潛質新人」 - 演唱《Crystal Clear》，After Class演唱《抱緊眼前人》                                                                                             |
| 2024年 | 6月23日  | 第四十五屆十大中文金曲         | 九龍灣國際展貿中心   | - 榮獲「優秀流行歌手大獎」 |
| 2024年 | 12月28日 | 新城勁爆頒獎禮2024             | 香港會議展覽中心     | - 榮獲「勁爆十大卓越歌手」獎 |

## 外部連結
- YouTube上的炎明熹官方頻道
- 炎明熹的Instagram帳戶
- 炎明熹的新浪微博
- YouTube上的炎明熹歌詞分析